# Góry Țarcu
Góry Țarcu (531.34) – łańcuch górski w południowo-zachodniej Rumunii, na zachodnim krańcu Karpat Południowych. Leżą między dolinami rzek Bistra (na północy) i Temesz (Timiș, na wschodzie), Masywem Godeanu (na południu) i rzeką Râul Mare (na zachodzie).
Ważniejsze szczyty:
- Vârful Țarcu, 2291 m
- Vârful Pietrei, 2292 m
- Vârful Căleanu, 2290 m
- Muntele Mic, 1802 m
- Măgura Marga, 1503 m
- Vârful Cuntu, 1441 m.